# Beach Soccer Intercontinental Cup
La Beach Soccer Intercontinental Cup è un torneo internazionale beach soccer che si tiene a Dubai, Emirati Arabi Uniti ogni novembre come finale della stagione competitiva di beach soccer internazionale. Il torneo a soli inviti si tiene ogni anno dall'edizione inaugurale del 2011.
La Coppa Intercontinentale è seconda solo al FIFA Beach Soccer World Cup come il più grande e prestigioso evento del circuito internazionale di beach soccer, con la partecipazione esclusiva delle migliori squadre nazionali del mondo di ogni continente. Poiché la Coppa del Mondo è una competizione biennale, questo evento è ora il più importante torneo internazionale annuale di beach soccer.
La competizione ha molte similitudini con la FIFA Confederations Cup del calcio, con ciascuna delle sei confederazioni della FIFA (UEFA, CONMEBOL, CONCACAF, CAF, AFC, OFC) rappresentate da una nazione, tuttavia non è così severa sui requisiti di ingresso - i paesi in competizione non devono necessariamente essere campioni continentali, ma comunque sono tra le nazioni con le migliori prestazioni del più recente campionato continentale della loro confederazione. Partecipano al torneo anche i campioni in carica della Coppa del Mondo ed il Paese ospitante, portando il numero totale di partecipanti a otto.
Samsung è stato lo sponsor principale dal 2011 al 2016. Huawei è diventato il nuovo sponsor dal 2017. La competizione è organizzata dal Beach Soccer Worldwide (BSWW) con il supporto della federazione locale.
La Russia ed il detentore Iran sono le due compagini più titolate, avendo vinto 4 volte a testa la competizione.

## Storia
Dubai ha ospitato per la prima volta un evento di beach soccer nel 2000 e dal 2006, la città ha iniziato a organizzare eventi annuali, culminati con l'evento principale del beach soccer nel 2009, il FIFA Beach Soccer World Cup. Nel corso del 2009, Emirates e FIFA hanno raggiunto un accordo di sponsorizzazione dei tornei di calcio in tutto il mondo. In relazione a questo accordo, Dubai è stata proposta per ospitare un evento di calcio giovanile, calcio femminile o beach soccer. Il Dubai Sport Council ha deciso per il beach soccer, in seguito al successo e alla popolarità della Coppa del Mondo.
Il Beach Soccer Worldwide era entusiasta anche di restituire il beach soccer a Dubai, con il vicepresidente Joan Cusco che ha rivendicato Dubai come "la seconda città più importante di questo sport", dopo Rio de Janeiro. Dopo aver utilizzato il 2010 per valutare come portare avanti il beach soccer in città dopo il successo della Coppa del Mondo, nel 2011 è stato siglato un accordo tra BSWW e DSC per ospitare la nuova Coppa Intercontinentale.
Per la realizzazione di questa competizione sono state prese le regole della seconda competizione internazionale del calcio, La FIFA Confederations Cup,. Dopo un evento inaugurale di successo nel 2011, BSWW e DSC hanno deciso di rendere il torneo un evento annuale, siglando un contratto di 5 anni nel 2012. Nel 2017, al termine del contratto quinquennale, le due parti hanno esteso il contratto esistente fino al 2020.
Durante questo periodo, la reputazione del campionato è cresciuta rapidamente a causa dell'alto livello di competizione d'élite solo paragonabile alla Coppa del Mondo e, combinata con la presenza annuale del campionato, è diventato il più prestigioso evento annuale di beach soccer (considerando il fatto che la Coppa del Mondo è ora un evento biennale).

## Edizioni
| Anno          | Ospitante           | Finale    | Finale    | Finale        | Finale 3º posto     | Finale 3º posto       | Finale 3º posto     |
| Anno          | Ospitante           | Vincitore | Risultato | Secondo posto | Terzo posto         | Risultato             | Quarto posto        |
| ------------- | ------------------- | --------- | --------- | ------------- | ------------------- | --------------------- | ------------------- |
| 2011 Dettagli | Emirati Arabi Uniti | Russia    | 5 – 4 dts | Brasile       | Svizzera            | 4 – 4 dts (1 – 0) dcr | Emirati Arabi Uniti |
| 2012 Dettagli | Emirati Arabi Uniti | Russia    | 7 – 4     | Brasile       | Emirati Arabi Uniti | 8 – 7 dts             | Nigeria             |
| 2013 Dettagli | Emirati Arabi Uniti | Iran      | 4 – 3     | Russia        | Emirati Arabi Uniti | 8 – 7                 | Svizzera            |
| 2014 Dettagli | Emirati Arabi Uniti | Brasile   | 3 – 2 dts | Russia        | Portogallo          | 3 – 0                 | Iran                |
| 2015 Dettagli | Emirati Arabi Uniti | Russia    | 5 – 2     | Tahiti        | Iran                | 2 – 2 dts (3 – 2) dcr | Egitto              |
| 2016 Dettagli | Emirati Arabi Uniti | Brasile   | 6 – 2     | Iran          | Russia              | 4 – 3                 | Tahiti              |
| 2017 Dettagli | Emirati Arabi Uniti | Brasile   | 2 – 0     | Portogallo    | Iran                | 4 – 2                 | Russia              |
| 2018 Dettagli | Emirati Arabi Uniti | Iran      | 4 – 2     | Russia        | Brasile             | 5 – 3                 | Egitto              |
| 2019 Dettagli | Emirati Arabi Uniti | Iran      | 6 – 3     | Spagna        | Emirati Arabi Uniti | 2 – 1 dts             | Russia              |
| 2021 Dettagli | Emirati Arabi Uniti | Russia    | 3 – 2     | Iran          | Senegal             | 7 – 4                 | Portogallo          |
| 2022 Dettagli | Emirati Arabi Uniti | Iran      | 2 – 1     | Brasile       | Paraguay            | 4 – 1                 | Emirati Arabi Uniti |

## Medagliere
| Posiz. | Nazione             | Oro | Argento | Bronzo | Totale |
| ------ | ------------------- | --- | ------- | ------ | ------ |
| 1      | Russia              | 4   | 3       | 1      | 8      |
| 2      | Iran                | 4   | 2       | 2      | 8      |
| 3      | Brasile             | 3   | 3       | 1      | 7      |
| 4      | Portogallo          | 0   | 1       | 1      | 2      |
| 5      | Tahiti              | 0   | 1       | 0      | 1      |
| 5      | Spagna              | 0   | 1       | 0      | 1      |
| 7      | Emirati Arabi Uniti | 0   | 0       | 3      | 3      |
| 7      | Svizzera            | 0   | 0       | 1      | 1      |
| 7      | Senegal             | 0   | 0       | 1      | 1      |
| 7      | Paraguay            | 0   | 0       | 1      | 1      |